# Eine Tote soll ermordet werden
Eine Tote soll ermordet werden ist ein deutscher Kriminalfilm von 1972 nach einer literarischen Vorlage von Philip Freund.

## Handlung
Der pensionierte Scotland-Yard-Ermittler Edward Keith-Kendrick erhält Besuch von einem Mr. Tweedale, der ihm ein ungewöhnliches Angebot macht: Für 20.000 Pfund soll er Tweedales Frau ermorden. Er als Top-Ermittler müsse ja einen perfekten Mord begehen können. Der Plan: seine Frau soll vor Zeugen von einer Treppe stürzen und sich den Hals brechen, während Tweedale gar nicht im Haus ist. Keith-Kendrick erbittet sich (zum Schein) Bedenkzeit bis zum nächsten Abend und trifft unterdessen seinen Nachfolger, Inspektor Olney. Nun erfährt er, dass Tweedale in Wirklichkeit Dr. Plummer heißt, Psychiater ist, und dass seine Frau schon vor drei Monaten gestorben ist – nämlich durch genau so einen Treppensturz, wie Plummer ihn angeblich plant. Zudem habe sie ein großes Erbe ihrer kurz zuvor verstorbenen Mutter erhalten und ihren Mann als Alleinerben eingesetzt. Plummer streitet nicht nur den Mord, sondern auch das Motiv ab: Er habe schon zu Lebzeiten seiner Frau auf dieses Geld zugreifen können.
Das Mord-Angebot an Keith-Kendrick sei nur eine Finte gewesen – er wollte herausfinden, ob Keith-Kendrick einen solchen Mord überhaupt für möglich hält. Die Polizei hat nämlich anonyme Briefe erhalten, in denen ein Mord im Hause Plummer angedeutet wird.
Keith-Kendrick verhört nun nacheinander alle Zeugen des Treppensturzes: Zuerst Lady Alice, eine ehemalige Patientin Plummers. Sie hat aber nichts Verdächtiges festgestellt und spricht nur gut über die Beziehung zwischen Plummer und seiner Frau. Plummer hört das Gespräch im Nebenzimmer mit – er ist Alices Geliebter.
Zwei weitere Zeugen sind Mrs. Plummers Cousine, die Schriftstellerin Mary Cole, und ihr Mann, der Maler Timothy Cole. Beide haben kein Geld und hegen einen Groll gegen die Verstorbene, da sie nichts geerbt haben. Sie haben also ein Motiv, Mr. Plummer als Mörder erscheinen zu lassen.
Die letzte Zeugin ist Dolly Manticore. Sie lebte bei den Plummers als Gesellschafterin und Pflegerin von Mrs. Plummers Mutter. Keith-Kendrick erwartet ihren Besuch, doch zuvor kommt Mr. Plummer noch einmal vorbei. In einem unbeobachteten Moment vertauscht Plummer eine kleine Kaffee-Packung gegen eine identisch aussehende. Später bietet Plummer Mrs. Manticore Kaffee an, er selbst trinkt Tee. Sie erzählt von Mrs. Plummers Mutter: Sie sei wohlhabend und geizig gewesen und sei an einem Herzstillstand gestorben. Kurz zuvor hatte sie mit Miss Manticore Tee getrunken, da sie wegen ihres Herzfehlers keinen Kaffee vertrug, Mrs. Manticore selbst trank jedoch nur Kaffee. Als diese nun den von Keith-Kendrick gereichten Kaffee trinkt, wird sie vergiftet – die von Plummer vertauschte Packung enthielt Strychnin.
Keith-Kendrick und Inspektor Olney wissen, dass Plummer Miss Manticore vergiftete, können ihm aber nichts nachweisen. Zudem finden sie heraus, dass Miss Manticore die anonymen Briefe schrieb, und kennen damit auch Plummers Motiv. Nun bekommt Keith-Kendrick noch einmal Besuch von Plummer und beschuldigt ihn, seine Schwiegermutter vergiftet zu haben, um früher an ihr Geld zu kommen. Die anonymen Briefe sind bewusst vage gehalten und beziehen sich eigentlich auf den Mord an Plummers Schwiegermutter, nicht auf den Treppensturz seiner Frau. Keith-Kendrick spielt ihm eine Tonbandaufnahme von seinem Gespräch mit Miss Manticore vor. Er hat das Band aber so zusammengeschnitten, dass der Eindruck entsteht, Miss Manticore würde diese Theorie bestätigen. Nun verliert Plummer die Nerven, bedroht Keith-Kendrick mit einer Pistole und gibt die Morde zu. In diesem Moment kommt Keith-Kendricks Nichte Ellen nach Hause, und kurz darauf rüttelt jemand an der Haustür: Es ist Olney, den Keith-Kendrick für genau diesen Zeitpunkt herbestellt hat. Unglücklicherweise hat Ellen die Tür verriegelt. Blitzschnell löscht sie nun das Licht und öffnet die Tür, Plummer schießt daneben, und als das Licht wieder angeht, hat Olney Plummer überwältigt und nimmt ihn fest.

## Produktion
Der Film wurde vom WDR produziert und am 10. Februar zum ersten Mal ausgestrahlt. 2012 erschien er bei Pidax auf DVD.